# Blutiger Honig
Blutiger Honig ist ein Musical von Thomas Pigor, Christoph Swoboda und Wolfgang Böhmer für zwei Darstellerinnen, vier Darsteller und eine siebenköpfige Swingcombo. Es wurde 1988 durch die Berliner Musicaltruppe College of Hearts uraufgeführt, die Rechte liegen beim Litag-Verlag in Bremen.

## Handlung
In einem abgewirtschafteten Bienenstaat, in dem die träge alte Königin schon lange nicht mehr so frisch und produktiv wie anfangs ist und nur noch ein karges Ei am Tag legt, arbeiten Olaf, Otto und Oskar als Drohnen und träumen von der guten alten Zeit, als es noch ein geregeltes Arbeitsleben und eine gut gehende Produktion gab und als man nur eifrig Eier befruchten musste, ohne sich Sorgen zu machen um die Welt da draußen. Der junge Olaf wird von der Königin plötzlich aus dem Bienenstock geworfen: Er soll schleunigst Gelée royale besorgen, nach dem die Königin gelüstet. Doch Gelée royale ist eine Droge, nur schwer zu bekommen, und Olaf ist völlig unerfahren in der großen weiten Welt der Insekten. So erliegt er dem Charme der stechend scharfen Wespe Zizi, der Sekretärin der Zentralen Bienenvermittlung. In der verruchten Szenebar „Zum Abwasserrohr“ gerät er zwischen gefährliche Kellerasseln, Piano spielende Marienkäfer, eine depressive Eintagsfliege sowie eine singende Bicephalia und entdeckt, dass dort das kostbare Gelée royale in großen Mengen gehandelt wird.

## Rollen
Die für kleine Musicaltournéen entwickelten Stücke vom Berliner College of Hearts mussten mit wenigen Darstellern auskommen. Darum spielen viele Darsteller mehrere Rollen:
- Olaf, eine Drohne
- Otto, eine Drohne / u. a.
- Oskar, eine Drohne / Mario Marienkäfer / Asselino
- Königin / Kellerassel / Gottesanbeterin / u. a.
- Zizi / Arbeitsbiene / Bicephalia
- Eintagsfliege / Arbeitsbiene / Bicephalia

## Musiknummern
- Drohnensong
- Otto
- Insalata
- Nr. 99
- Abendrot
- Hallo ihr Schweine
- Blutiger Honig
- Begonien
- Hallo Schatz
- Sing in Dur
- Moral Royale
- Tu mir nicht so weh
- Alles ist falsch

## Inszenierungen
- 1990 Graumanntheater Wien, Regie Josef E. Köpplinger
- 1996 Shake Musical Company Zürich, Regie Dominik Flaschka
- 1996 Freies Eisenacher Burgtheater, Regie B. Hein, Oliver Nedelmann
- 2003 Neue Bühne Senftenberg
- 2003 Landestheater Linz (u/hof), Regie H. Leutgöb
- 2007 Theater St. Gallen (Außenspielstätte Lokremise), Regie Ricarda Regina Ludigkeit, Musikalische Leitung Jeff Frohner
- 2009 Theater Vorpommern, Die VerkaNnten, Regie Barbara Gottwald, Musikalische Leitung Christoph Gottwald
- 2011 Stadttheater Klagenfurt (Außenspielstätte Napoleonstadl), Regie Ricarda Regina Ludigkeit, Musikalische Leitung Jeff Frohner
- 2014 Die Schotte Erfurt, Regie Werner Brunngräber und Sandra von Holn[1]
- 2017 Theater mittendrin, Fulda (Dienstagsspieler); Regie: Barbara Gottwald, Musikalische Leitung: Christoph Gottwald[2]